# Rohrbach, Pfaffenhofen
Rohrbach là một đô thị ở huyện Pfaffenhofen bang Bayern thuộc nước Đức.